# Shengqu Games
 (septembre 2020).
Shengqu Games est un studio d'édition et de développement de jeux en ligne basé à Shanghai, en Chine . Fondée en 1999 sous le nom de Shanda Interactive Entertainment Limited, il est issu de Shanda Interactive en 2009 et appartient actuellement à Zhejiang Century Huatong. Parmi les jeux publiés et exploités par Shanda, on peut citer Aion: The Tower of Eternity, MapleStory, The World of Legend, The Age, Magical Land, Ragnarok Online, Dungeons & Dragons Online: Stormreach, Crazy Arcade, GetAmped et Final Fantasy XIV (en Chine continentale), entre autres. 

## Histoire
Shanda Interactive Entertainment Limited fut fondé en décembre 1999 par Chen Tianqiao, Chrissy Luo et Chen Danian .  En septembre 2001, Shanda a publié son premier jeu, The Legend of Mir 2 ( 热血传奇 ), sous licence d'une société coréenne, WeMade Soft. En 2003, des disputes éclatèrent entre Shanda et WeMade, mettant in fine un terme à leur collaboration. Ne pouvant plus exploiter The Legend of Mir 2, Shanda créa alors The World of Legend ( 传奇世界传奇世界 ), dont les services en ligne ouvrirent en juin 2003. Shanda a transféré toutes les données utilisateur de The Legend of Mir 2 dans le nouveau jeu, promettant à ses clients que leur personnage, leurs points, leurs armures et leurs armes resteraient les mêmes. WeMade Software considérait The World of Legend comme une copie de Mir 2 et poursuivit Shanda en justice pour violation du droit d'auteur en octobre 2003. Après une longue bataille juridique, les deux sociétés parvinrent à conclure un accord le 26 avril 2009. En octobre 2004, Shanda faisait tourner huit jeux et était la plus grande société de jeux en ligne en Chine, hébergeant 1,2 million de joueurs simultanés. 
En 2009, Shanda Interactive créa Shanda Games lors de la plus grande introduction en bourse aux États-Unis cette année-là, levant des fonds d'une valeur de 1,04 milliard de dollar. À l'époque, Shanda Games fournissait 77% des revenus de Shanda Interactive Le fondateur du groupe Shanda, Tianqiao Chen, a par la suite vendu sa participation dans Shanda Games en 2014. En 2017, la marque Shanda Games fut racheté par Zhejiang Century Huatong Group.[réf. nécessaire]
Le 30 mars 2019, à la suite d'un rachat par le groupe Zhejiang Century Huatong, Shanda Games fut renommé Shengqu Games. 

## Filiales et division
"Aurora Technology" et "Eyedentity Games" sont des filiales de la société "Shengqu Games" tandis qu' "Actoz Soft" en est une division. 

## Produits

### Jeux vidéo
- Bomb and Bubble
- Company of Heroes Online (MMO de type RTS)
- Chinese Heroes (jeu vidéo en ligne) [5]
- Dragon Ball Online
- Dragon Nest
- Dungeons and Dragons Online: Stormreach
- Fallout Shelter Online
- GetAmped
- LaTale
- Magical Land
- MapleStory
- Ragnarok Online
- RWBY
- Shanda Rich Man
- Super Star, First Online Karaoke Game
- The Age
- The Legend of Mir 2 (sous licence de WeMade Soft )
- The Sign
- The World of Legend
- Three Kingdoms
- Borderlands Online

### Hardware
- Ez Station, console de salon [6]
- Ez MINI, console portable [7]